# Through the Flames
Pour plus de détails, voir Fiche technique et Distribution.
Through the Flames est un film muet américain réalisé par Thomas H. Ince et sorti en 1912.

## Synopsis
La femme d'un ingénieur est dangereusement malade lorsqu'un télégraphe arrive annonçant qu'un village est menacé par un incendie de forêt et que la vie des habitants est en danger.

## Fiche technique
- Réalisation : Thomas H. Ince
- Scénario : Charles Weston, d'après son histoire
- Production : Carl Laemmle
- Société de production : Independent Moving Picture Company (IMP)
- Sociétés de distribution : Motion Picture Distributors and Sales Company
- Pays de production :  États-Unis
- Format : Noir et blanc - 1,33:1 - 35 mm - Son : Muet
- Genre : Drame
- Durée : 300 m (1 bobine)
- Date de sortie : États-Unis : 15 février 1912

## Distribution
- King Baggot : John Allen
- Lucille Young : Mrs John Allen
- William Robert Daly : l'opérateur du télégraphe